# Malibu Alibi
«Malibu Alibi» — второй англоязычный студийный альбом рок-группы «Мумий Тролль», который вышел 1 марта 2016 года.

## История создания
Материал для «Malibu Alibi» группа написала во время кругосветного путешествия на барке «Седов». Запись проходила в студиях Лос-Анджелеса, Москвы, Китая, Японии, Сингапура, ЮАР.

## Список композиций
1. «Speed»
2. «Vitamins»
3. «Flow Away» (Utekay)
4. «The Girl»
5. «My Luck»
6. «Golden Heart»
7. «Swimming with Sharks»
8. «All of Mine» (Colima)
9. «November»